# Jacques Mabit
Jacques Mabit es un médico peruano francés especializado en el tratamiento de adicciones a través de la medicinas tradicionales amazónicas. Es una de las principales autoridades científicas en el uso de la ayahuasca (una decocción preparada con la liana Banisteriopsis caapi y el arbusto Psychotria viridis).

## Biografía
Llegó a Perú en 1980 con Médicos sin Fronteras, con el encargo de dirigir el Hospital Antonio Barrionuevo de Lampa en el departamento de Puno. Como director realizó investigaciones acerca de los factores culturales, sociales y ambientales requeridos para desarrollar una estrategia de salud adecuada en el altiplano andino. Esta experiencia despertó su interés hacia la medicina tradicional del Perú y lo llevó a colaborar, a partir de 1986, como investigador asociado del Instituto Francés de Estudios Andinos (IFEA) en la región amazónica, descubriendo así las potencialidades terapéuticas del brebaje ayahuasca.
Fundó en 1992 el Centro Takiwasi para la investigación de las medicinas tradicionales y rehabilitación de toxicómanos en la ciudad de Tarapoto.
Realiza tratamientos de intervención en adicciones y problemas psicoemocionales combinando los saberes tradicionales amazónicos, la medicina occidental y la psicoterapia, bajo el esquema de Comunidad Terapéutica, no convencional, con reconocimiento del Ministerio de Salud.
Ha publicado diversos artículos y realizado presentaciones en múltiples países de América, Europa, Asia y África.

## Artículos de interés
- 2017. Mabit, Jacques. El Reiki o el engaño espiritual. Tarapoto: Centro Takiwasi.
- 2014. Mabit, Jacques. Ceremonia Ritual de la Yawar Panga. Tarapoto: Centro Takiwasi. p. 137.
- 2007. Mabit, Jacques. «Ayahuasca in the treatment of addictions». Psychedelic medicine: New evidence for hallucinogenic substances as treatments (2): 87-105.
- 2002. Mabit, Jacques. «Blending traditions: using indigenous medicinal knowledge to treat drug addiction». Multidisciplinary Association for Psychedelic Studies (MAPS) (Sarasota, Estados Unidos). xii (2): 25-32.

### En colaboración
- 2013. Mabit, Jacques; González Mariscal, Jesús M. «Hacia una Medicina Transcultural: Reflexiones y Propuestas a Partir de la Experiencia en Takiwasi». Journal of Transpersonal Research 5 (2): 49-76.

## Reconocimientos y premios
- Ashoka Fellowship (1995)[7]
- Miembro honorario del Colegio de Psicólogos del Perú (2005)
- Miembro asociado de la Asociación de Psicoanalistas Europeos (2014)[8]

## Filmografía
- Ricardo D'Arguiar y Christopher Zahlten   (directores) (2015). Takiwasi: House of Healing (Takiwasi: La casa de sanación).  Escena en 82 minutos.

- Nicholas J. Polizzi (director) (2011). The Sacred Science (La ciencia sagrada). Three Seed Productions.  Escena en 67 minutos.

- Mark Ellam (director) (2011). The Jungle Prescription (La receta de la selva). Nomad Films.  Escena en 45 minutos.

- Armand Bernardi (director) (2004). L'Ayahuasca, le serpent et moi (La ayahuasca, la serpiente y yo). Artline Films, France 5, Procirep, ANGOA.  Escena en 52  minutos. (enlace roto disponible en Internet Archive; véase el historial, la primera versión y la última).

- Datos: Q5924687
- Multimedia: Jacques Mabit / Q5924687